# Le Village des Anges
Le Village des Anges (Village of the Angels) est le quatrième chapitre de la treizième saison de la seconde série télévisée britannique Doctor Who, intitulé Doctor Who: Flux. Il a été diffusé le 21 novembre 2021 sur BBC One.

## Distribution
- Jodie Whittaker : Treizième Docteur
- Mandip Gill : Yasmin Khan
- John Bishop : Dan Lewis
- Kevin McNally – Professeur Jericho
- Annabel Scholey – Claire Brown
- Alex Frost – Révérend Shaw
- Vincent Brimble – Gerald
- Jemma Churchill – Jean
- Penelope McGhie – Mme Hayward
- Thaddea Graham – Bel
- Blake Harrison – Namaca
- Jacob Anderson – Vinder
- Poppy Polivnicki – Peggy
- Rochenda Sandall – Azur (Azure en VO)
- Barbara Fadden – Ange Pleureur
- Isla Moody – Ange Pleureur
- Lowri Brown – Ange Pleureur
- Jonny Mathers – Le Passager

## Résumé
Le Docteur redémarre le TARDIS en plein voyage temporel pour expulser l'Ange Pleureur, mais avant de disparaitre, ce dernier la bloque, avec Yaz et Dan, dans le village de Medderton, le 21 novembre 1967. Yaz et Dan se joignent à la recherche de Peggy, une fille disparue, tandis que la vieille Mme Hayward avertit les villageois d'évacuer. Le Docteur trouve un laboratoire où le professeur Jericho mène des expériences psychiques sur Claire, qui a été renvoyée dans le temps à partir de 2021 (L'Apocalypse d'Halloween). La maison de Jericho est entourée d'Anges intéressés par Claire, qui révèle au Docteur que Medderton est le site d'une disparition massive qui se produit cette nuit-là et en 1901. Un Ange renvoie Yaz et Dan à Medderton en 1901, où ils retrouvent Peggy. Ils tombent ensuite sur Mme Hayward en 1967, de l'autre côté d'une barrière énergétique. Mme Hayward révèle qu'elle est le futur de Peggy.
En 1967, le Docteur, Claire et Jericho se barricadent dans le sous-sol, tandis que Claire révèle qu'elle devient lentement un Ange Pleureur. En tant que voyante, elle a eu la prémonition d'un Ange, ce qui a conduit son image à s'emparer de son esprit et à transformer son corps. Le Docteur entre dans l'esprit de Claire pour se débarrasser de l'Ange, et apprend qu'il est celui qui a détourné le TARDIS. Il a choisi Claire pour se cacher des autres Anges, qui sont des membres de l'équipe d'extraction de la Division. L'Ange rebelle prétend avoir des informations sur la Division, et propose de laisser Claire tranquille et de rendre les souvenirs manquants du Docteur si elle l'aide à s'échapper. Jericho perturbe le lien car les Anges parviennent à pénétrer dans le sous-sol. Le trio s'échappe par un tunnel, mais les Anges envoient Jericho en 1901 et coincent Claire et le Docteur. Cette dernière apprend que les Anges ont envoyé le village hors de l'espace et du temps afin de capturer l'Ange rebelle. Le Docteur essaie de conclure un accord avec les Anges, mais l'Ange révèle qu'il leur a offert le Docteur pour sa propre sécurité. Le Docteur est rappelé vers la Division et est transformée en Ange Pleureur.
Pendant ce temps, Bel fait atterrir son vaisseau sur la planète Puzano, où elle voit de nombreux survivants de Flux emprisonnés dans un Passager par Azur. Elle donne un message à Namaca, qu'elle a sauvé d'Azur, avant de poursuivre cette dernière.
Dans une scène en milieu de crédits, Vinder arrive sur Puzano, trouve Namaca aux côtés du message de Bel et jure de continuer à la chercher.